# Lokalizacja archeologiczna Ivinj i kościół św. Marcina

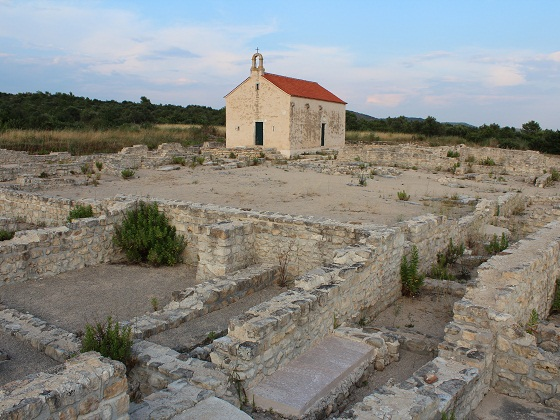
Lokalizacja archeologiczna Ivinj i kościół św. Marcina

W pobliżu Pirovaca (Chorwacja) położone są wykopaliska archeologiczne Ivinj, na terenie których znajduje się także zbudowany później kościół św. Marcina. Stanowisko to 20 lipca 2012 roku otrzymało status dobra kultury i, na mocy decyzji Ministerstwa Kultury Republiki Chorwacji, zostało objęte ochroną jako pomnik kultury.

## Rzymska willa
Na stanowisku Ivinj znajdują się ruiny rzymskiej willi wiejskiej (villa rustica) datowanej na I w. n.e. Willę tę wybudował nieznany osadnik, który sprowadził się w te okolice po zakończeniu powstania w Panonii. Na początku I wieku postawił on obiekt, pełniący funkcje zarówno mieszkalne, jak i gospodarcze, z którego dzięki późniejszym zmianom wyrosła duża willa wiejska. Willa miała własne podwórze wewnętrzne. Służyła również do produkcji i składowania oleju, znajdowały się w niej także pomieszczenia dla robotników. Z oddzielnej, wspaniałej części willi, w której znajdowały się także termy, korzystał właściciel (Dominus). Dowód na wystawne życie w willi w Ivinju stanowią resztki mozaiki, które można obejrzeć na stanowisku archeologicznym, są one częścią stałej ekspozycji w pałacu Katunarić (Palača Katunarić) w Tisno.

## Bazylika i chrzcielnica
W V wieku na terenie willi wzniesiono także bazylikę, a następnie (VI wiek) również chrzcielnicę.

## Kościół św. Marcina
W średniowieczu Chorwaci na terenie willi w Ivinju budują kościół św. Marcina, który zachował się do dzisiejszych czasów i corocznie 11 listopada, w dniu św. Marcina, odbywa się w nim msza. Kościół św. Marcina w Ivinju jest pamiątką kultu św. Marcina w Dalmacji w okresie VI-XI wieku. Od XII wieku wokół kościoła byli grzebani zmarli wraz z całą biżuterią noszoną w ciągu życia.